# 9М83
9М83 — радянська зенітна керована ракета зенітної ракетної системи С-300В. Розроблена у Державному конструкторському бюро компресорного машинобудування під керівництвом головного конструктора Олександра Яскіна спільно з ОКБ-8.

## Опис конструкції

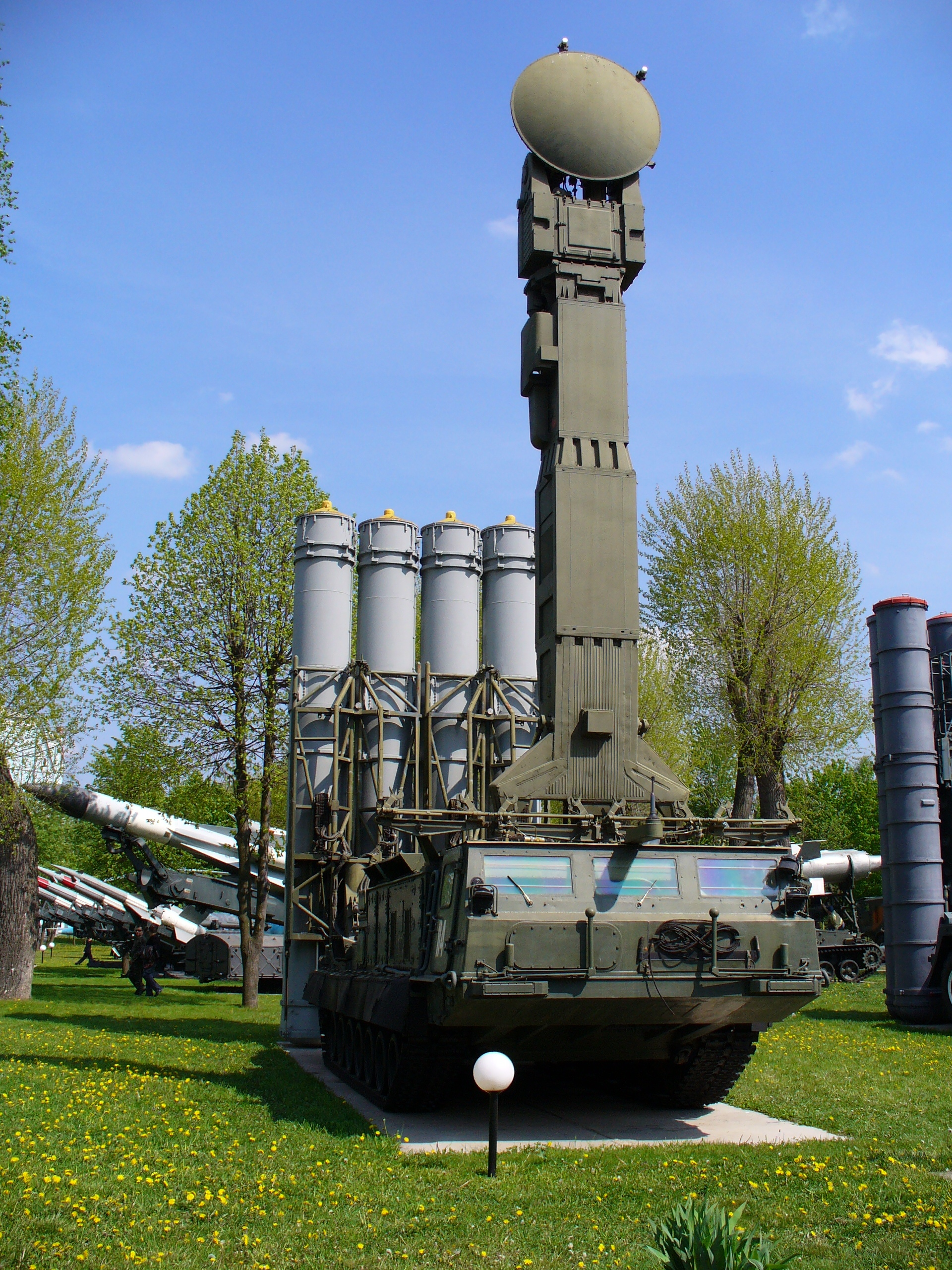
Пускова установка 9А83 у бойовому положенні

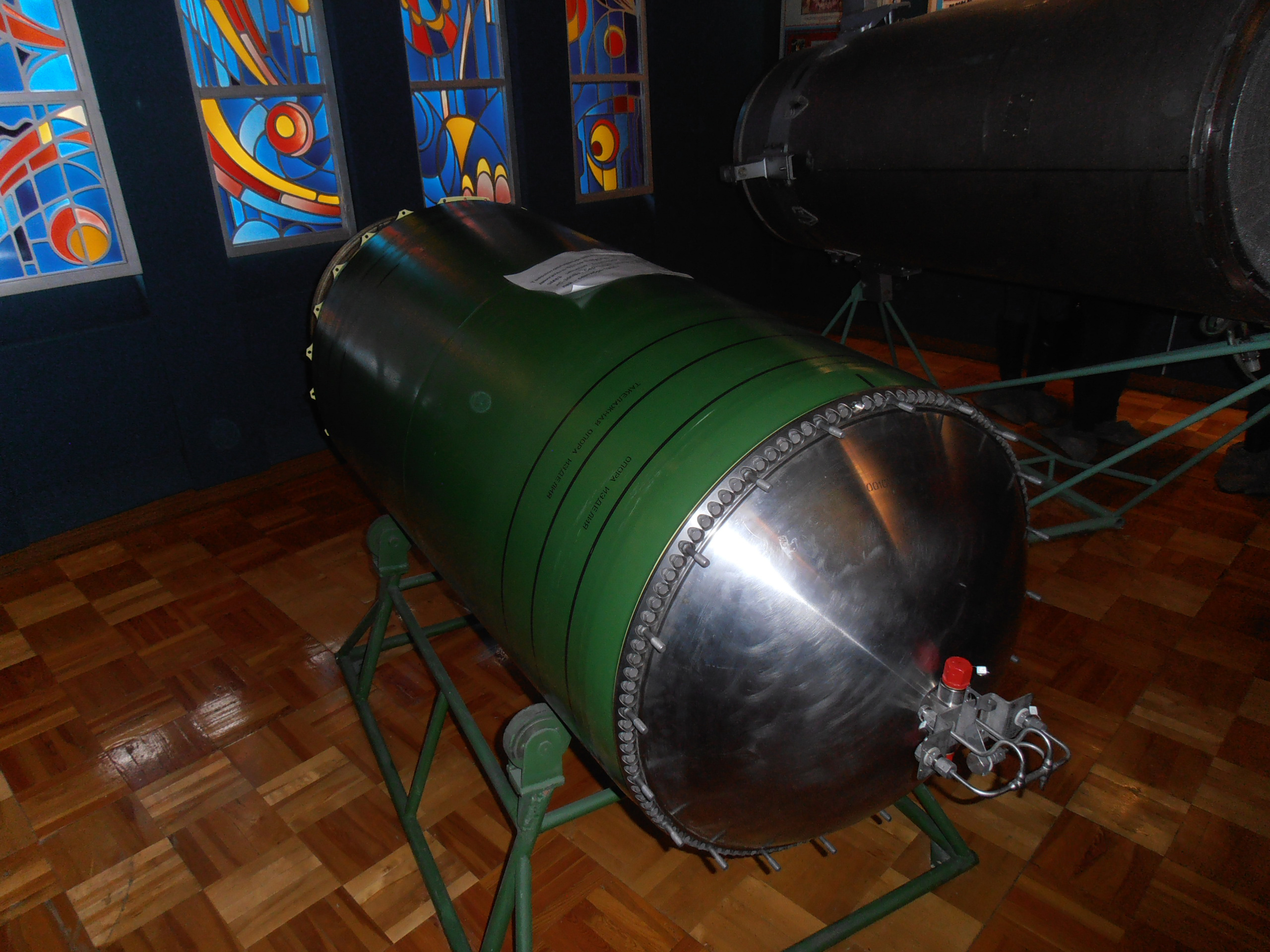
Маршовий РДТП 9Д140 у музеї АТ «Тюменские моторостроители»

Зенітна керована ракета 9М83 призначена для використання у складі ЗРС С-300В та забезпечує ураження аеродинамічних та балістичних повітряних цілей у зоні досяжності комплексу. До складу зенітної керованої ракети входить транспортно-пусковий контейнер 9Я240, газогенератор-контейнер 9Д139 та сама ракета 9М83. Ракета 9М83 має два ступеня і виконана за схемою «несучий конус». До основних частин ракети належать планер, рушійна установка, газогідравлічна система, система відділення, електрообладнання, бортова апаратура та бойова частина.
9М83 має два режими ведення вогню — одиночний запуск та залп із двох ракет. У режимі залпу друга ракета стартує через 1,5-2 секунди після першого запуску. Ракети запускаються з транспортно-пускового контейнера, закріпленого на пусковій або пуско-заряджальній установці під кутом 90°. Ракета виштовхується із контейнера за допомогою газогенератора. Для безпеки пускової установки під час запуску стартового двигуна ракети після вильоту з контейнера відбувається попереднє відхилення ракети до носової частини пускової установки. Потім відбувається запуск стартового двигуна та наведення зенітної керованої ракети на кути оптимальної траєкторії польоту до зони виявлення цілі. Стартовий двигун працює від 4,11 до 6,4 секунди. Остаточне наведення на ціль відбувається після відділення стартового ступеня. Маршовий двигун працює від 11,16 до 17,21 секунди.
Наведення на ціль відбувається у двох режимах. Перший — інерційне управління з подальшим самонаведенням. У цьому режимі на бортове обладнання ракети по радіоканалу надходить інформація про ціль. При зближенні із ціллю відбувається її захоплення з допомогою апаратури самонаведення. Другий режим — командно-інерційний метод управління з подальшим наведенням. У цьому режимі ракета супроводжується за допомогою станції наведення. При досягненні необхідної дистанції до цілі ракета захоплює ціль апаратурою самонаведення і безпосередньо розвертається для максимального ефекту спрямованої бойової частини. Команду на підрив бойової частини дає підривний пристрій 9Е322 з появою в приймачі відбитого сигналу від цілі. Якщо ракета пролітає повз ціль, то здійснюється самоліквідація.
Основними елементами стартового ступеня є стартовий двигун та хвостовий відсік. Для надання вектора тяги на соплі двигуна встановлені чотири поворотні клапани. По зовнішній частині стартового двигуна прокладені електричні магістралі для зв'язку між обладнанням частини, що відділяється.
Маршовий ступінь поділено на вісім відсіків. У головній частині встановлено апаратуру наведення ДБ100М, радіоблок підривного пристрою, прилад навігації інерційної системи управління та бортовий обчислювач. У хвостовій частині розташований газотурбінний блок джерела електроживлення з газогідросистемою маршової системи. Там же встановлено систему самоліквідації. Перед маршовим двигуном розташовується бойова частина із запобіжно-виконавчим механізмом. По зовнішній поверхні маршового двигуна прокладено кабельні магістралі для зв'язку хвостової та головної частин ракети.

## Модифікації

### 9М83М
9М83М — зенітна керована ракета зенітної ракетної системи 9К81М «Антей-2500». Дальність дії ракети була значно збільшена і становить до 200 км. Ракета здатна уражати цілі, що маневрують з навантаженнями до 30g. Максимальна швидкість польоту також збільшена і становить 1 700 м/с.

### 9М83МЭ
Експортний варіант ракети 9М83М.

## Оператори

### Колишні оператори
- СРСР

### Поточні оператори
- Росія
- Україна[1][2] (у 2009 та 2010 роках, за премʼєрства Юлії Тимошенко, за рішенням Уряду чотири ракети 9М83 «УР» та шість ракет 9М83 «УД» були включені до переліку боєприпасів, що підлягають утилізації[8][9]).